# Priznanje za raziskovalne dosežke, s katerimi se utrjuje in razvija identiteta Slovenije
Priznanje za raziskovalne dosežke, s katerimi se utrjuje in razvija identiteta Slovenije se je podeljevalo posameznikom, ki so s svojim raziskovalnim delom, zlasti na področju slovenskega jezika, literature, narodopisja, arheologije, zgodovine in preučevanja slovenskega umetnostnega in znanstvenega ustvarjanja in slovenskega prostora pripomogli k utrjevanju identitete Slovenije in pri tem dosegli tudi mednarodni odmev. Pri izboru nagrajenca se je upoštevalo splošne kriterije: izdane knjige s široko odmevnostjo v tujini, odmevne raziskave in odmevni nastopi na znanstvenih srečanjih.
Vsako leto se je podelilo eno priznanje. Priznanje se je podeljevalo od leta 1998 do 2001.
- 1998: Andrej Kranjc
- 1999: Janko Prunk
- 2000: Alenka Malej
- 2001: Aleš Debeljak